# Merel de Knegt
Merel de Knegt (Tilburg, 9 mei 1979) is een Nederlandse langeafstandsloopster uit Loon op Zand. Ze is ambassadeur van de Tilburg Ladies Run en zus van Gerben de Knegt.

## Biografie
Tot haar vijftiende jaar speelde De Knegt hockey bij Forward. Ze begon met hardlopen, omdat haar vader in 2000 met zijn zoon Gerben de Knegt, professioneel mountainbiker, mee wilde doen aan de New York City Marathon. Vader zou dan 50 jaar zijn en zijn zoon 25 jaar. Uiteindelijk zag haar broer hiervan af, omdat het niet paste in het veldritseizoen. In plaats daarvan liep Merel mee en sindsdien is ze verslaafd aan het hardlopen. Ze volbracht de klassieke afstand in vier uur. Merel traint bij atletiekvereniging AV Attila, waar ook langeafstandsloper Greg van Hest traint. Hij nam haar mee naar de loopgroep van zijn vader Ad.
In 2006 werd Merel de Knegt vierde op het Nederlands kampioenschap 10 km in 34.21 en werd derde op het NK halve marathon. Op 17 maart 2007 werd ze Nederlands kampioene op de halve marathon. Ze won haar titel in de harde wind tijdens de City-Pier-City Loop en versloeg Nadezhda Wijenberg en Selma Borst. Eerder dat jaar werd ze al in Schoorl Nederlands kampioene op de 10 km. Dat jaar vertegenwoordigde ze ook de Nederlandse driekleur op het WK 20 km in Hongarije, waar ze 47e werd in 1:12.32.
Op 7 oktober 2007 werd De Knegt vijfde op de Singelloop in Utrecht in 34.29 minuten. Lornah Kiplagat won in 32.05 en Christine Chepkemei werd tweede op 50 seconden achterstand. Op 14 oktober was ze de beste Nederlandse op de 4 Mijl van Groningen met een vierde plaats en een tijd van 21.21,2.
Oorspronkelijk lag het in de planning om in 2008 zowel in Schoorl als in Den Haag opnieuw acte de présence te geven om de in 2007 behaalde kampioenschappen te verdedigen. Sterker nog, de hele opbouw van Merel de Knegt was erop afgestemd. Ze ging echter uiteindelijk niet van start. In eerste instantie werd een blessure als reden opgegeven, enige tijd later bleek dat De Knegt in verwachting was.
De Knegt is in het dagelijks leven werkzaam als communicatieadviseur bij een bancaire instelling.

## Nederlandse kampioenschappen
| Onderdeel      | Jaar       |
| -------------- | ---------- |
| 10 km          | 2007, 2009 |
| halve marathon | 2007       |
| marathon       | 2010       |

## Persoonlijke records
| Onderdeel      | Prestatie | Plaats    | Datum             |
| -------------- | --------- | --------- | ----------------- |
| 10 km          | 33.09     | Schoorl   | 14 februari 2010  |
| 15 km          | 51.43     | Nijmegen  | 18 november 2012  |
| 10 Eng. mijl   | 57.22     | Zaandam   | 17 september 2006 |
| 20 km          | 1:12.32   | Debrecen  | 8 oktober 2006    |
| halve marathon | 1:13.10   | Den Haag  | 14 maart 2010     |
| marathon       | 2:35.07   | Eindhoven | 14 oktober 2012   |

## Palmares

### 5000 m
- 2007: 5e NK in Amsterdam - 16.33,48

### 5 km
- 2010: 4e Marikenloop - 16.52
- 2012:  Marikenloop - 16.49

### 4 mijl
- 2007: 4e 4 mijl van Groningen - 21.21,2

### 10 km
- 2003: 10e Tilburg Ten Miles - 39.05
- 2004: 21e Tilburg Ten Miles - 38.51
- 2004:  Marathon Brabant - 40.04
- 2005: 13e Groet Uit Schoorl Run - 36.24
- 2005: 4e Alphense Stratenloop - 36.00
- 2005:  Sevenaerrun - 35.53
- 2005: 8e Tilburg Ten Miles - 36.34
- 2006:  10 km van Kaatsheuvel - 34.07
- 2006: 7e Loopfestijn Voorthuizen - 35.36
- 2006: 7e Zwitserloot Dakrun - 34.50
- 2006: 4e NK in Schoorl - 34.12
- 2006: 9e Tilburg Ten Miles - 34.44
- 2006:  Fortis Marathon Utrecht - 35.35
- 2007:  NK in Schoorl - 33.56
- 2007: 5e Singelloop in Utrecht - 34.29
- 2007: 10e Tilburg ten miles - 34.44
- 2009:  Utrecht Marathon - 34.38
- 2009:  NK in Tilburg - 34.01
- 2009:  Haagse Beemden Loop - 34.47
- 2010: 5e Parelloop - 34.25
- 2010:  NK in Tilburg - 34.24
- 2010: 5e Zwitserloot Dakrun - 34.23
- 2012:  NK in Utrecht - 34.11
- 2012: 13e Tilburg - 33.47
- 2012:  The Hague Royal Ten - 34.46
- 2016:  Drunense Duinenloop - 36.43
- 2017: 16e NK in Schoorl - 35.52
- 2017: 20e Tilburg Ladies Run - 36.38

### 15 km
- 2004: 21e Zevenheuvelenloop - 56.11
- 2005: 5e Montferland Run - 54.09
- 2005: 11e Zevenheuvelenloop - 54.06
- 2006: 7e Zevenheuvelenloop - 52.54
- 2009: 5e Zevenheuvelenloop - 51.54
- 2011: 14e Zevenheuvelenloop - 54.56

### 10 Eng. mijl
- 2003:  Bridge to Bridge - 1:02.24
- 2005: 15e Dam tot Damloop - 1:00.07
- 2006: 9e Dam tot Damloop - 57.22
- 2007: 9e Dam tot Damloop - 57.50
- 2010: 12e Dam tot Damloop - 56.02

### 20 km
- 2006: 47e WK in Debrecen - 1:12.32

### halve marathon
- 2003: 4e Marathon van Eindhoven - 1:25.04
- 2004:  Marathon van Eindhoven - 1:22.43
- 2005: 16e halve marathon van Egmond - 1:25.08
- 2005: 6e NK in Den Haag - 1:19.43
- 2005: 12e Bredase Singelloop - 1:21.19
- 2006:  NK in Den Haag - 1:18.49 (5e overall)
- 2006:  Jan van Zandvoort halve marathon, Drunen - 1:18.18
- 2007: 7e halve marathon van Egmond - 1:18.30
- 2007:  NK in Den Haag - 1:14.21 (3e overall)
- 2007: 5e Halve marathon van Rotterdam - 1:15.35
- 2007: 47e WK - 1:12.32
- 2008: 7e halve marathon van Egmond - 1:18.25
- 2010:  City-Pier-City Loop - 1:13.10
- 2012:  City-Pier-City Loop - 1:14.31
- 2012: 14e halve marathon van Egmond - 1:17.26
- 2016:  halve marathon van Eindhoven - 1:18.45

### marathon
- 2010:  NK in Rotterdam - 2:38.41 (10e overall)
- 2012:  NK in Eindhoven - 2:35.07 (5e overall)

### veldlopen
- 2001: 47e Warandeloop, Tilburg - 42.48
- 2003: 36e Warandeloop, Tilburg - 24.41
- 2004: 18e Warandeloop, Tilburg - 25.01
- 2005: 26e Warandeloop, Tilburg - 21.55
- 2006: 13e Warandeloop, Tilburg - 25.37
- 2007: 18e Warandeloop, Tilburg - 30.46
- 2007: 7e Sylvestercross, Soest - 24.54